# Глуховатий Богдан Станіславович
Богда́́н Станісла́вович Глуховатий — підполковник Збройних сил України.
З 2010 і станом на травень 2013 року майор Глуховатий перебував у складі миротворчої місії в Афганістані, спеціаліст з розмінування.
Станом на 2018 рік з дружиною, сином й донькою проживає у Києві.

## Нагороди
За особисту мужність, сумлінне та бездоганне служіння Українському народові, зразкове виконання військового обов'язку відзначений — нагороджений
- орденом Богдана Хмельницького III ступеня (4.12.2016).